# Gimel (Vaud)
Pour les articles homonymes, voir Gimel.
Gimel est une commune suisse du canton de Vaud, située dans le district de Morges.

## Géographie
Gimel est commune du district de Morges, dans le canton de Vaud, en Suisse. Elle située au pied du massif du Jura, sur la route menant au col du Marchairuz. Elle fait partie du Parc naturel régional Jura vaudois.

## Population

### Gentilé et surnom
Les habitants de la commune se nomment les Gimelans (ou les Gimelands).
Ils sont surnommés lè Dzemelan (soit les Jumeaux en patois vaudois),.

### Démographie
Gimel compte 2 418 habitants au 31 décembre 2022 pour une densité de population de 128 hab/km2. Sur la période 2010-2019, sa population a augmenté de 26,5 % (canton : 12,9 % ; Suisse : 9,4 %).  

## Histoire
Si le nom de Gimel n'apparait pour la première fois que dans la seconde partie du Xe siècle, des vestiges plus anciens ont été trouvés sur le territoire de la commune. Il s'agit notamment de pierres à écuelles datant de l'âge du bronze, de tombes de La Tène remontant à l'époque romaine et de nécropoles du haut Moyen Âge à Bauloz. Pendant le Moyen Âge, le village de Gimel dépend de la seigneurie d'Aubonne, tandis qu'une partie des terres appartient à l'abbaye de Saint-Maurice, puis à celle de Romainmôtier. Pendant l'occupation bernoise, qui commence en 1536, Gimel fait partie du bailliage d'Aubonne, et ce jusqu'en 1798. Elle est alors le centre d'une paroisse regroupant également Saubraz, Saint-Oyens, Mont-sur-Rolle (jusqu'en 1621) et Essertines-sur-Rolle (jusqu'en 1837). Pendant cette période, Gimel est dotée d'une cour de justice et obtient au XVIIIe siècle le droit d'organiser deux foires au bétail. 
Au XIXe siècle, une activité de villégiature se développe grâce à une source alcaline se trouvant dans la commune. Depuis, l'hôtel des bains a été transformé en hôpital psychogériatrique. Le village est raccordé au télégraphe en 1860 et au téléphone en 1895. En 1862, la commune inaugure son Auberge communale. En 1960, la commune de Gimel accueille le Championnat suisse motocycliste sur route. En 1961, elle joue un rôle de pionnier dans le Jura vaudois en créant un réserve naturelle protégeant le marais de la Sèche et les chambres de la Rolat. En 1980, la commune inaugure une nouvelle place des sports comprenant terrains de football et piste d'athlétisme. 
En 1984, le Conseil communal élit pour la première fois une femme, Geneviève Delafontaine, à sa tête. Trois ans plus tard, elle est également la première femme à accéder à la municipalité. En 2011, Sylvie Judas devient la première femme à accéder au poste de syndic.
En 1989, la commune inaugure une nouvelle école, le collège du Marais, agrandi dès 1994.

## Politique et administration
La commune de Gimel est dotée d'un législatif, le Conseil communal, et d'un exécutif, la Municipalité, tous deux élus directement par la population,. La Municipalité est présidée par un syndic.

### Liste des syndics
- 1887-1882 : Victor Debonneville, radical-conservateur, conseiller d'État[20].
- 1894-1901 : Octave Champion, radical, député au Grand Conseil[21].
- 1946-1949 : Jules Croisier, agriculteur[22].
- 1950-1964 : Frank Reymond, agriculteur[23].
- 1965-1979 : William Debonneville, radical, député au Grand Conseil[24].
- 1979-1985 : Rémi Renaud, instituteur et premier président de la Commission du Parc naturel régional Jura vaudois[25],[26].
- 1986-1997 : Jules Lecoultre, radical, transporteur[27],[28].
- 1998-2011 : Norbert Reymond[29].
- 2011-2022 : Sylvie Judas, cheffe d'entreprise[15].
- Dès 2022 : Philippe Rezzonico, retraité[30].

### Jumelage
- Gimel-les-Cascades (France)

## Patrimoine naturel et culturel

### Église Saint-Pierre
L'Église Saint-Pierre de Gimel date du XIIe siècle, mais a connu de grandes transformations au XVIIe siècle. Les cloches sont électrifiées depuis 1985.

### Manifestations
- Carnaval de Gimel
- Trophée du Marchairuz Trophée du Marchairuz

## Entreprises et services

### Hôpitaux
- Hôpital psychogériatrique de la Rosière où fut internée Aloïse Corbaz, peintre de l'art brut.

## Sociétés locales

### Sport
- FC Gimel-Bière, football
- FSG Gimel, gymnastique
- Société de tir, tir à 300 m
- Ski Club

### Musique
- Fanfare de Gimel
- Chœur d'hommes l'Harmonie
- Guggenmusik Lospepinos

## Transports
La commune est reliée par bus avec Allaman, Aubonne, Bière, Essertines-sur-Rolle, Mont-sur-Rolle, Montherod, Pizy, Rolle, Saint-George, Saint-Oyens et Saubraz. De plus, elle se trouve entre les sorties 13 et 14 de l'Autoroute A1.
Historiquement, Gimel a été reliée par deux lignes de tramway actuellement disparues : le Allaman-Aubonne-Gimel qui circula du 23 juillet 1896 au 17 mai 1952 et le Rolle-Gimel qui circula du 12 octobre 1898 au 24 septembre 1938. Malgré leur remplacement par des bus, ces deux lignes restent les principaux liens de transports publics de la commune.

## Personnalités liées à la commune
- Victor Debonneville, conseiller d'État.